# Simeulue (regentschap)

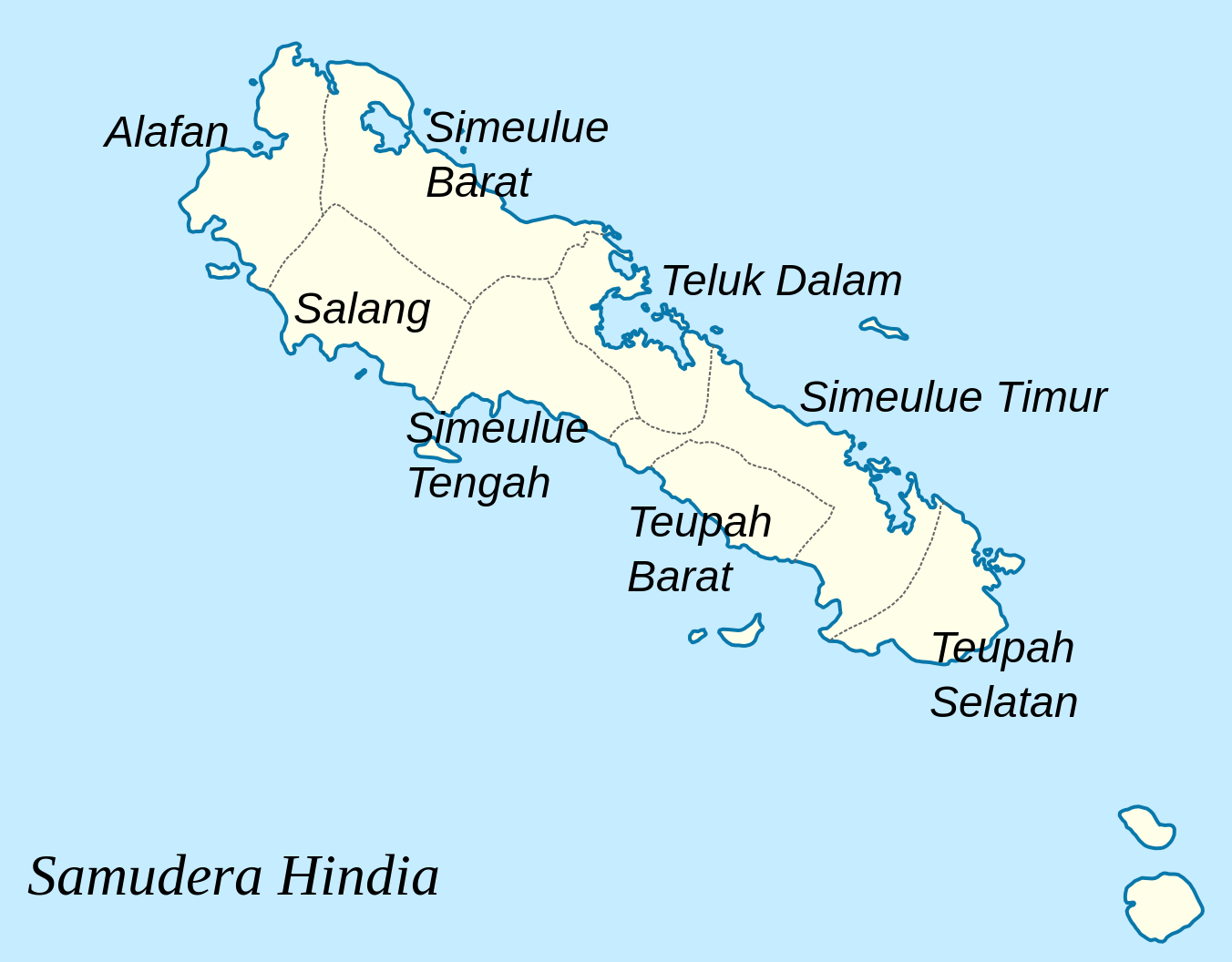
In 2010 is Simeulue onderverdeeld in 8 onderdistricten

Simeulue (Simeuloeë) is een regentschap in de provincie Atjeh en het omvat het eiland Simeulue. Simeulue telde in 2014 84.933 inwoners op een oppervlakte van 2051,48 km².
|  |

## Onderdistricten
Simeulue is in 2010 onderverdeeld in 8 onderdistricten (kecamatan) en in 2020 in 10:
| Naam                                | Opper vlakte in km² | Inwoners Volks telling 2010 | Inwoners Volks telling 2020 | Admin centrum | Aantal plaat sen | Aantal eilan den | Post code |
| ----------------------------------- | ------------------- | --------------------------- | --------------------------- | ------------- | ---------------- | ---------------- | --------- |
| Teupah Selatan (Zuid Teupah)        | 222,24              | 8.422                       | 9.030                       | Labuhan Bajau | 19               | 33               | 23898     |
| Simeulue Timur (Oost Simeulue)      | 175,97              | 28.931                      | 27.569                      | Sinabang      | 17               | 46 (a)           | 23891     |
| Teupah Barat (West Teupah)          | 146,73              | 7.269                       | 8.011                       | Salur         | 18               | 5 (b)            | 23897     |
| Teupah Tengah (Centraal Teupah)     | 83,69               | (c)                         | 6.593                       | Lasikin       | 12               | 2                | 23899     |
| Simeulue Tengah (Centraal Simeulue) | 112,48              | 9.010                       | 7.312                       | Kampung Aie   | 16               | 0                | 23894     |
| Teluk Dalam (Dalam Bay)             | 224,68              | 4.914                       | 5.459                       | Salare-e      | 10               | 24               | 23890     |
| Simeulue Cut                        | 35,40               | (d)                         | 3.382                       | Kuta Padang   | 8                | 1                | 23895     |
| Salang                              | 198,96              | 7.625                       | 8.818                       | Nasreuhe      | 16               | 1                | 23896     |
| Simeulue Barat (West Simeulue)      | 446.07              | 10.024                      | 11.763                      | Sibigo        | 14               | 23               | 23892     |
| Alafan                              | 191,87              | 4.479                       | 4.928                       | Langi         | 8                | 12               | 23893     |
| Totaal                              | 1.838,09            | 80.674                      | 92.865                      | Sinabang      | 138              | 147              |           |

Opmerkingen: a) waarvan het eiland Pulau Siumat wordt bewoond. (b) waarvan het eiland Pulau Teupah wordt bewoond.

(c) De bevolking van 2010 van het district Teupah Tengah is opgenomen in de figuur voor het district Simeulue Timur, waaruit het in 2012 werd verwijderd.

(d) De bevolking van 2010 van het district Simeulue Cut is opgenomen in de figuur voor het district Simeulue Tengah, waaruit het in 2012 werd verwijderd.
Alafan · Salang · Simeulue Barat · Simeulue Cut · Simeulue Tengah · Simeulue Timur · Teluk Dalam · Teupah Barat · Teupah Tengah · Teupah Selatan
Stadsgemeenten: Banda Atjeh · Langsa · Lhokseumawe · Sabang · Subulussalam

Regentschappen: West-Atjeh · Zuidwest-Atjeh · Aceh Besar · Aceh Jaya · Zuid-Atjeh · Aceh Singkil · Aceh Tamiang · Aceh Tengah · Aceh Tenggara · Aceh Timur · Noord-Atjeh · Bener Meriah · Bireuen · Gayo Lues · Nayan Raya · Pidie · Pidie Jaya · Simeulue